# Кастел Мороне
Кастел Мороне је насеље у Италији у округу Казерта, региону Кампанија.
Према процени из 2011. у насељу је живело 3988 становника. Насеље се налази на надморској висини од 230 м.

## Становништво
| 1951. | 1961. | 1971. | 1981. | 1991. | 2001. | 2011. |
| ----- | ----- | ----- | ----- | ----- | ----- | ----- |
| 3.838 | 3.869 | 3.511 | 3.631 | 3.879 | 3.988 | 3.934 |